# Nížkovice
Nížkovice är en ort i Tjeckien.   Den ligger i regionen Södra Mähren, i den sydöstra delen av landet, 210 km sydost om huvudstaden Prag. Nížkovice ligger 271 meter över havet och antalet invånare är 670.
Terrängen runt Nížkovice är platt åt nordväst, men åt sydost är den kuperad. Runt Nížkovice är det ganska tätbefolkat, med 62 invånare per kvadratkilometer. Närmaste större samhälle är Vyškov, 19,9 km norr om Nížkovice. I omgivningarna runt Nížkovice växer i huvudsak blandskog.